# 航空機

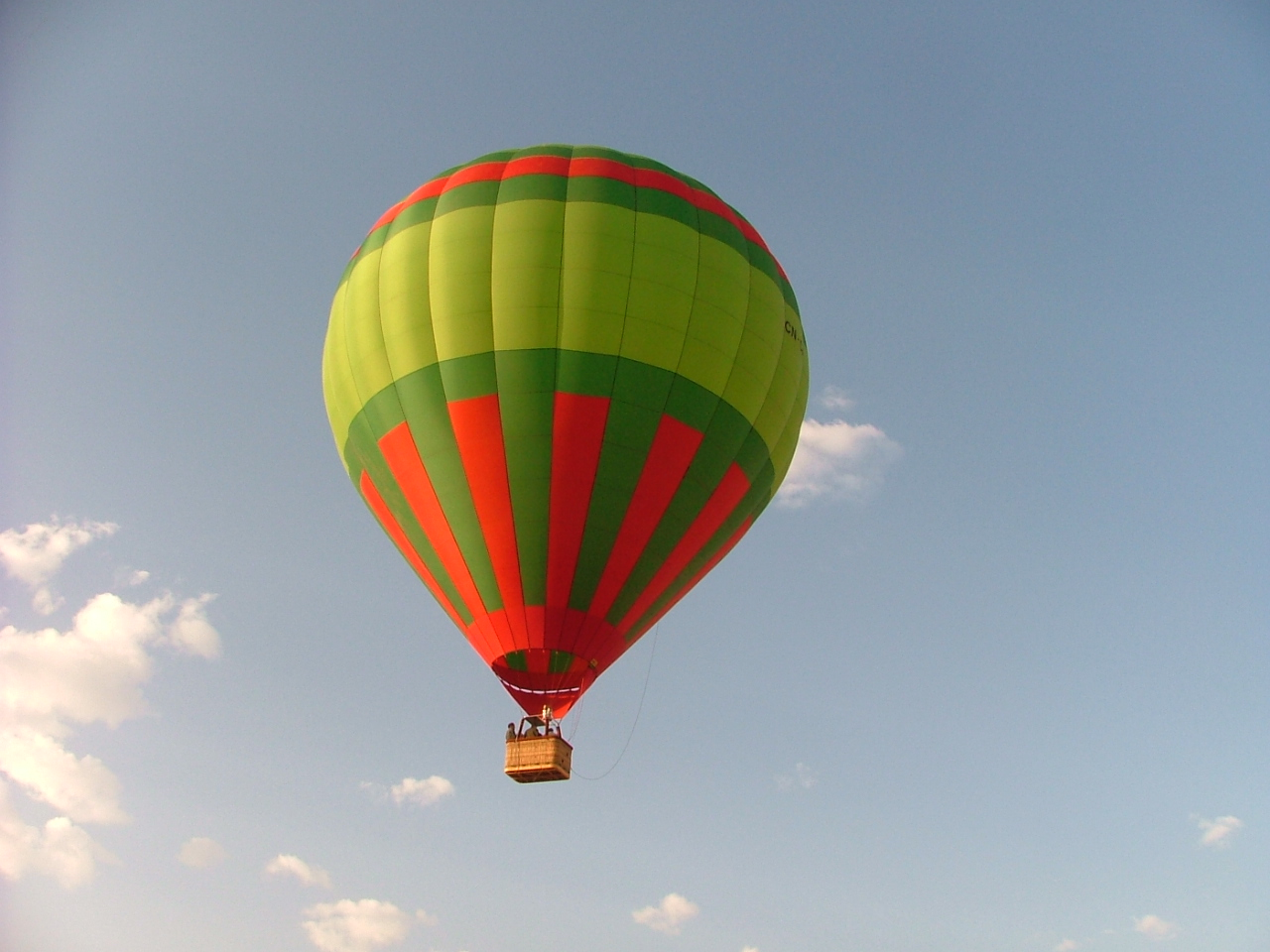
航空機の中でも特に歴史が長い気球。軽航空機に分類される。巨大な袋の中の空気を熱して膨張させ比重を軽くさせ、ぶら下がっているバスケットも含めて全体で空気よりも軽くなり浮力で浮上する。現代では主に遊覧と競技用

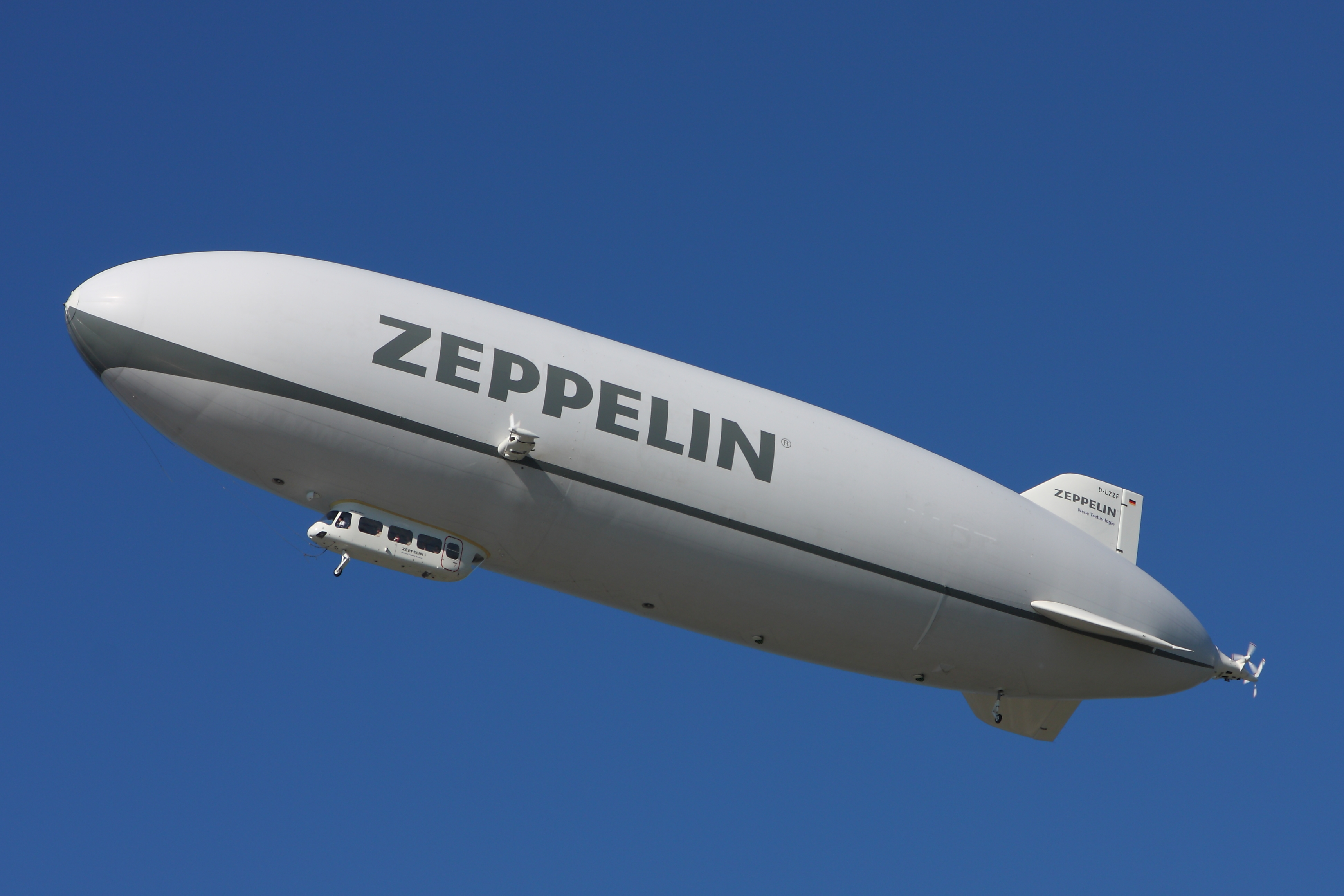
飛行船。空気より軽いガスを入れて浮力で浮く。熱気球とは違なり、原動機を備えており進行方向を選べる。開発当初は旅客機としても使われていたが、現代では大きな機体とゆっくりとした飛行の特長を活かして、広告媒体、観測、遊覧飛行に活用される

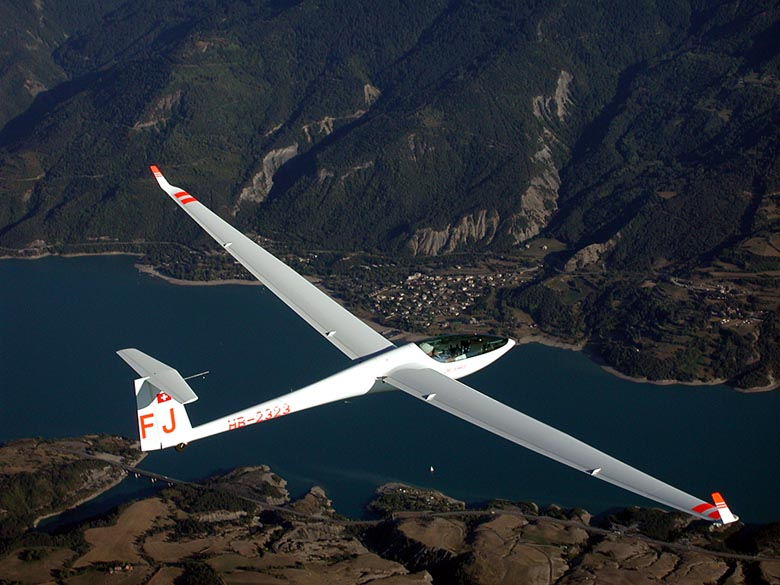
グライダー。空気よりも重い重航空機に分類される。基本的にエンジンを持たず滑空して降下するが、上昇気流があれば旋回しつつ高度をかせぐこともできる。現代では趣味、競技用として利用される。

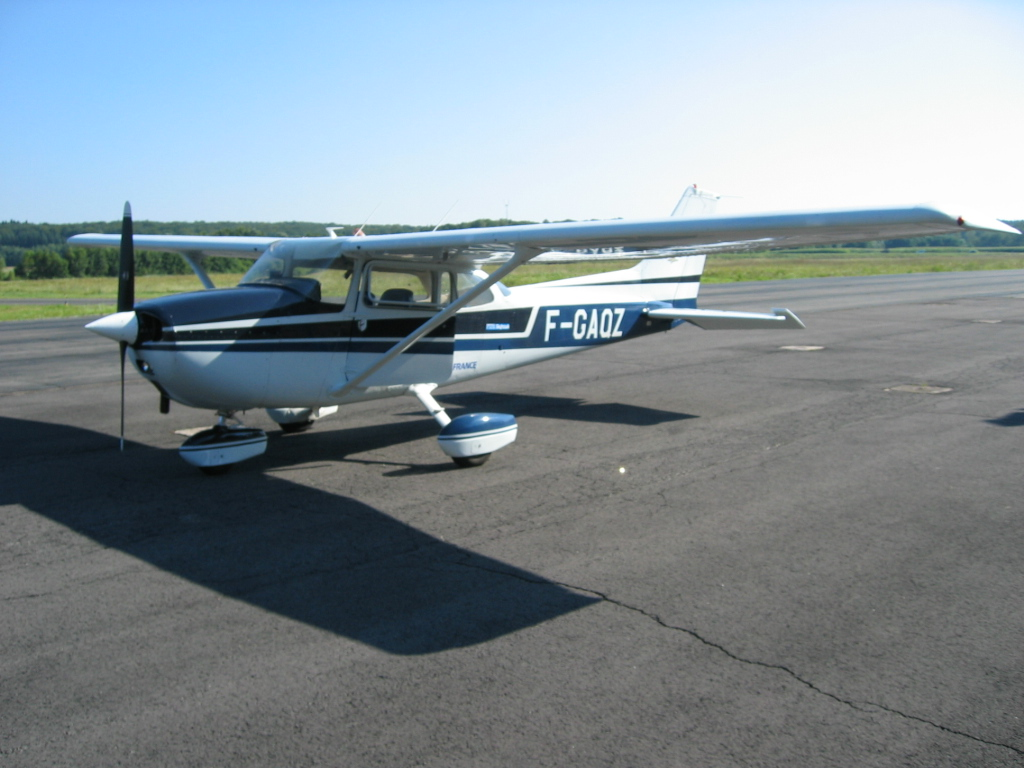
飛行機（固定翼機）。エンジンを動力にして自力での上昇が可能。趣味から業務用まで様々な用途に用いられている。

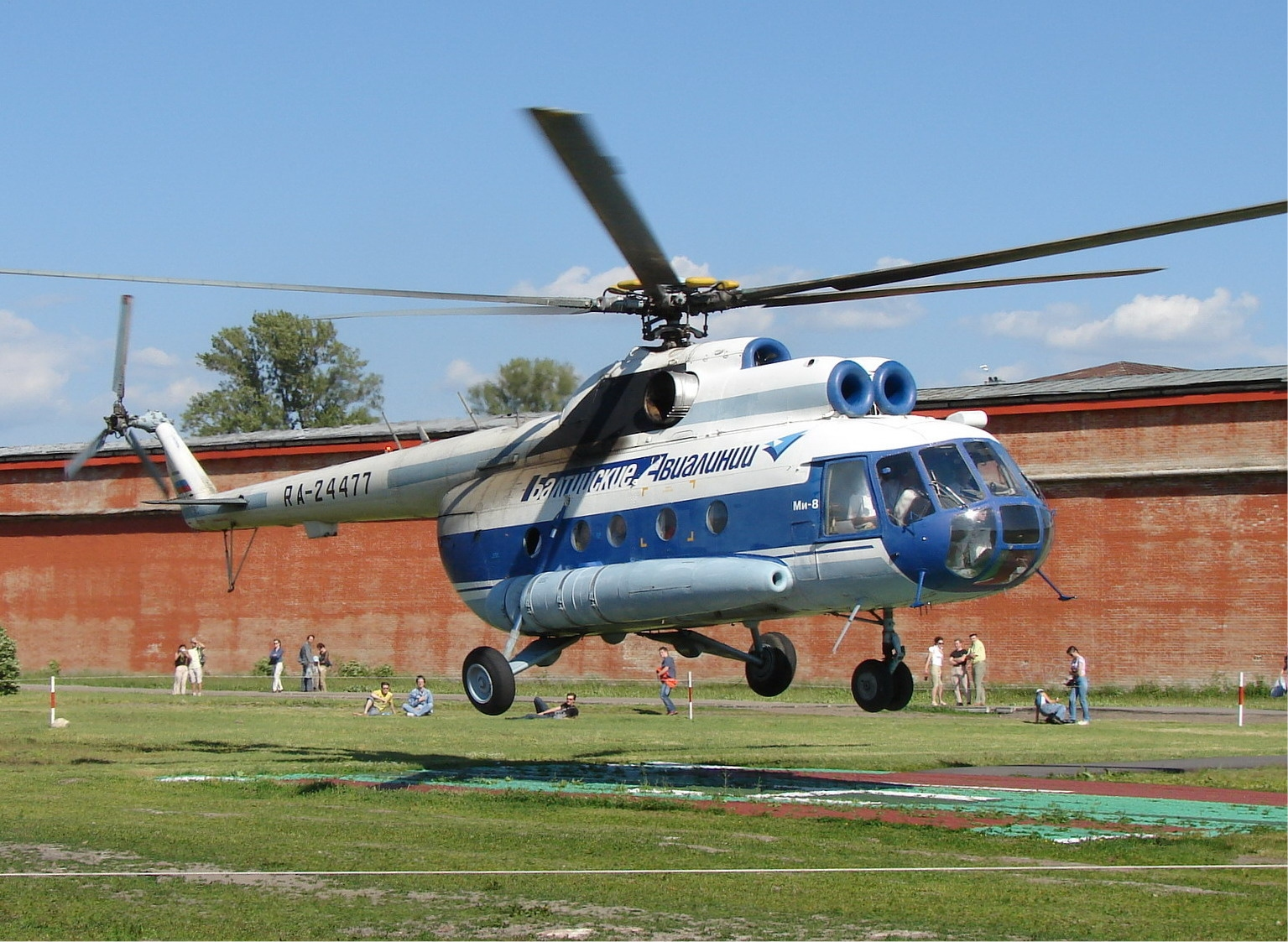
ヘリコプター。回転翼により上昇下降旋回だけでなく、空中に静止することも可能。

航空機（こうくうき、英: aircraft）とは、大気中を飛行する機械の総称である。

## 概説
「軽航空機」（気球、飛行船等々）と「重航空機」（グライダー、飛行機等々）に大別される。軽航空機とは、空気よりも軽い気体が静浮力を持っていることを利用するものであり、重航空機とは翼に働く空気の動的揚力を利用するものである。飛行機、回転翼航空機、滑空機などが含まれる。
航空機は、船舶と同じように国籍が登録され、常に機体記号を見やすい位置（胴体、主翼など）に表示するよう義務付けられている。これにより、その航空機の所属する国・地域や、管轄権・外交的保護権がどこにあるのかが識別されている。

## 法令上の定義
航空機には法令上、さまざまな目的でさまざまな定義が与えられる。以下では、航空行政の観点による代表的な定義を例示する。
ICAOによる定義
シカゴ条約（国際民間航空条約）には航空機についての一般的な定義が置かれていないが、国際民間航空機関（ICAO）の定める同条約附属書のいくつかにおいては、「大気中における支持力を、地球の表面に対する空気の反作用以外の空気の反作用から得ることができる一切の機器」 としている。なお、「地球の表面に対する空気の反作用以外の」との文言は1967年11月6日に追加されたものであり、これによりホバークラフトは除外されることになる。
米国の航空行政上の定義
米国の合衆国法典第49編第VII準編Part A（航空通商及び安全）においては「any contrivance invented, used, or designed to navigate, or fly in, the air（空中を航行し、または飛ぶために考案され、使用され、または設計された一切の仕掛け）」と定義されている（49 USC §40102(a)(6)）。他方で、連邦規則集第14編第1章（運輸省連邦航空局）においては「a device that is used or intended to be used for flight in the air（空中の飛行のために使用され、または使用されることを意図された装置）」と定義されている（14 CFR §1.1）。
日本の航空行政上の定義
日本の航空法では「人が乗って航空の用に供することができる飛行機、回転翼航空機、滑空機及び飛行船その他政令で定める航空の用に供することができる機器」とされる。（航空法2条1項）ただし、現在政令で定める機器に該当するものはない。また、気球、無人航空機（航空法2条22項）、ロケットなどはこの定義から外れるため航空機には含まれない。

## 航空機の分類
さまざまな分類法がある。
一般的に航空機は、平均の密度が空気より軽い軽航空機と、空気より重い重航空機の2つに大別される。他にも、航空機の運用者や運用目的などにもとづいて「民間機」/「軍用機」に分類する方法がある。また人（操縦者を含めた人員）を乗せるか否かで「有人機」/「無人機（無人航空機）」に分類される。またエンジンの種類によって「タービン（機）」/「ピストン（機）」（あるいは「レシプロ（機）」）に分ける（法的）分類法もある（この場合、非タービン・非ピストン電源電動（機）は何れにも属さない事になる）。

### 原理別

#### 軽航空機
体積の大きな「気のう（風船のようなもの）」に、水素やヘリウム、加熱した空気といった、大気より軽い気体を充填することで、機体の平均比重を空気より軽くし、浮力（静的揚力）により飛行する航空機のこと。LTA（Lighter-Than-Air）機 あるいはエアロスタット（aerostat）とも呼ばれる。
飛行船
軽航空機の中で推進装置を持ち、操縦可能なもの。硬い骨組み構造を持つ硬式飛行船（ツェッペリンなど）と、骨組みをもたない軟式飛行船がある。また、軟式飛行船だが下部に竜骨を持つ半硬式飛行船も存在する。
ハイブリッド飛行船（重飛行船）
船体全体がリフティングボディとなっており、推進時に船体に働く揚力を併用して飛行するもの。
気球
軽航空機の中で推進装置をもたないもの。バーナーなどで熱した空気を利用する熱気球と、水素やヘリウムなどを使用するガス気球がある。

#### 重航空機
翼周りの大気の流れによって生じる揚力（動的揚力）によって浮き、飛行する航空機のこと。翼のタイプにより固定翼機と回転翼機に分けられる。HTA（Heavier-Than-Air）機あるいはエアロダイン（aerodyne）とも。
固定翼機
揚力を得るための翼が機体に固定されていて、大気中を移動することで揚力を得る航空機。主翼平面形が可変な機体（可変翼機）も含む。
飛行機
固定翼機のうち推進装置を備えるもの。推進力を生み出すためのエンジンは、有人機ではジェットエンジン、ピストンエンジンなどの内燃機関が主である。ICAOでの分類ではないが一般的に1,500kg程度で2-6人乗りの単発レシプロ機のことを軽飛行機と呼ぶ。日本の航空法では着陸（水）装置および動力装置を装備した簡易構造の航行機は飛行機ではなく超軽量動力機と分類する。
垂直離着陸機
パワード・リフトとも称される、ヘリコプターのように垂直に離着陸が可能な飛行機。ジェット機ではエンジンノズルを下方に向けるものや、垂直離着陸用のリフトエンジンを推進用とは別に装備しているものなどある。ローターを傾けることで垂直離着陸をするティルトローター機などは、回転翼機の特徴も併せ持つ。また、垂直には離陸できないものの短距離離陸垂直着陸機（STOVL）と呼ばれるものも存在する。
グライダー（滑空機）
固定翼機のうち動力を持たないもの。別の飛行機による牽引や、地上のウインチによるケーブル巻き取りなどといった、外部の動力によって離陸し、離陸後は切り離されて滑空する。離陸・再上昇用の推進装置を備えたものはモーターグライダーと呼ばれる。現在日本では乗員は2名までに制限されているが、海外及び過去の日本ではもっと多人数乗りの機体も作られた。
パラグライダーやハンググライダーは、日本の航空法では航空機に該当しない。

回転翼機
回転する翼（ローター）により揚力を発生させ、これにより空中に浮ぶ航空機。
ヘリコプター
エンジンの動力でローターを駆動するもの。推進力は回転翼の軸をわずかに傾けることで得る。
オートジャイロ
回転翼に動力が伝達されていない航空機。前進用の推進装置を持つ。
複合ヘリコプター
通常のヘリコプターに推進器を付けた物や、巡航飛行時にはリフト用回転翼の回転を止め固定翼として使うか別途装備した主翼で揚力を得る機体などが含まれる。

オーニソプター（羽ばたき機）
羽ばたきにより揚力を得るもの。動力飛行機が発明される前は、腕に翼を付けて羽ばたく試みがよくあった。ラジコンなどで存在している。有人機では未だ補助動力なしでの離陸には成功していない。
ローター飛行機
マグヌス効果を使ったもの。固定翼の代わりに「回転する円筒」を使って飛んでいる。

揚力によらない重航空機
ロケット
噴射の推力を下に向けることで上昇する。

### サイズ別
航空交通管制では後方乱気流のための飛行間隔を決定する際、最大離陸重量で4段階に区別している。
ライト（英: Light）
7t未満、軽飛行機などの小型の単発機からビーチクラフト キングエアのような双発のビジネス機が該当する。
ミディアム（英: Medium）
7tから136t未満、リージョナルジェットからボーイング737やエアバスA320などのナローボディ機が該当する。
ヘビー（英: Heavy）
136t以上、ボーイング747やエアバスA350などのワイドボディ機が該当する。
スーパー（英: Super）
エアバスA380専用のカテゴリー。
この分類はミディアムに該当する機体が多いため、航空管制の運用効率化を目指した「協調的意思決定(ACDM)」では6段階に細分化される予定。

## 歴史

### 気球とグライダー
人類は古くから空を飛ぶことにあこがれを持っており、さまざまな飛行機械の構想が立てられたものの、それが実現するまでには長い時間が必要だった。実際に人を乗せてはじめて空を飛んだ機械はフランスのモンゴルフィエ兄弟が発明した熱気球で、1783年11月21日に有人飛行に成功した。ほぼ同時にジャック・シャルルによってガス気球も発明され、モンゴルフィエの初飛行から10日後の12月1日に有人飛行を成功させている。気球の成功は一時ブームを巻き起こし、フランス革命後には一時フランス軍によって軍事目的にも使用されたものの、空中を自在に動くというわけにはいかなかったためすぐに利用されなくなった。一方、19世紀に入るとジョージ・ケイリーが航空学の研究を行い、1890年代にはオットー・リリエンタールがグライダーの実験を繰り返すなど、飛行研究は徐々に進歩していった。しかしこの頃の動力飛行機は研究段階にとどまっており、気球やグライダーなどの無動力航空機が主流となっていた。

### 飛行機の登場
1903年にはアメリカ合衆国のライト兄弟が動力によって飛行する、いわゆる飛行機を発明した。飛行機は急速に発達を遂げ、1914年にはじまった第一次世界大戦では激しい空中戦が行われた。第一次世界大戦後には余剰となった飛行機によって民間による商業飛行が盛んとなり、1919年には飛行船と飛行機による旅客定期運航がはじまっている。また飛行機の性能も長足の進歩を遂げ、1927年にはチャールズ・リンドバーグが大西洋横断単独無着陸飛行を成功させた。この時期は一般の飛行機だけでなくほかの航空機も商業化が目指されており、1930年代には長距離路線で飛行艇が多く採用され、また飛行船も重要な空運手段のひとつだった。しかし飛行船は1937年のヒンデンブルク号爆発事故以降使用されなくなっていき、また飛行艇も1940年代に入ると飛行機に取って代わられていった。1936年には、ドイツで初の実用的なヘリコプターであるフォッケウルフFw 61が開発されている。
第二次世界大戦後、1950年代後半に入るとボーイング707などの就航で旅客機でもジェット機が主流となり、さらに1969年には世界初のワイドボディ機であるボーイング747が就航して、旅客用飛行機の大型化と高速化が進んだ。さらに1968年にはソヴィエト連邦のTu-144、1969年にはイギリスとフランスによるコンコルドが超音速旅客機として開発され、高速化は頂点に達したものの、Tu-144はまもなく使用されなくなり、コンコルドも騒音や燃費の悪さなどさまざまな問題点から1976年には製造が中止され、以後超音速旅客機は製造されていない。2003年にはコンコルドが運航を終了して、超音速旅客機の運航そのものがなくなった。高速化が一段落した一方で、大型化や燃費の改善による効率化は一層進むようになった。

## 用途
航空機によるフライトは世界で1日あたりおよそ10万回行われており、この数字は旅客航空、貨物航空、軍事航空を含んだものであり、そのうち9万回は旅客を乗せる飛行である。つまり統計的に見れば旅客運送という用途、民間航空の用途が圧倒的に多い。

### 民間航空

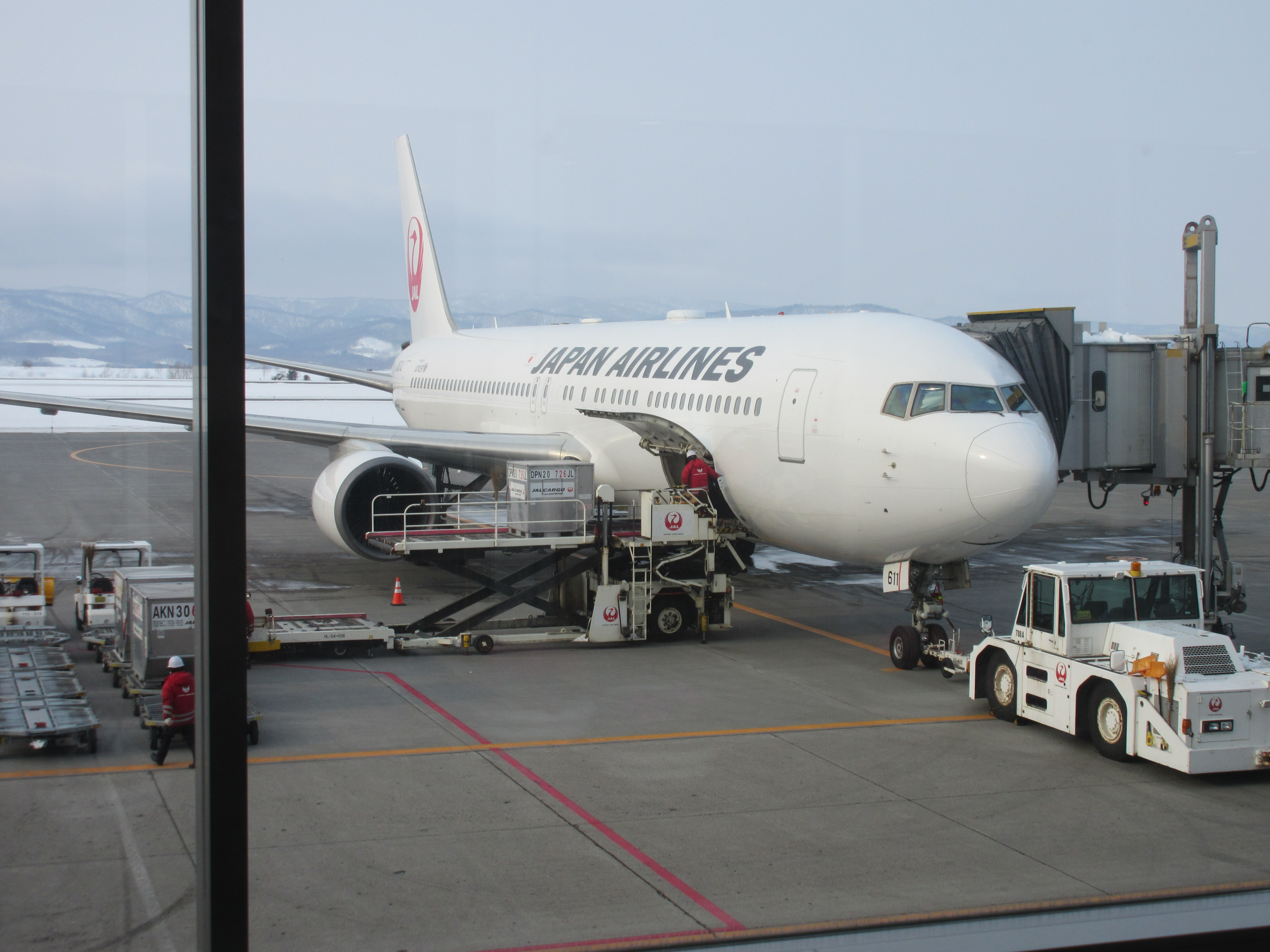
旅客機は最大500人程度の人員をマッハ0.8以上のスピードで輸送できる

飛行機は自動車、列車、船舶とともに現代社会において主力となる交通機関のひとつであり、この4種を組み合わせた交通体系が構築されている。700km以上の旅客輸送においては、主要交通機関の中で最も高速な飛行機の優位性が確立している。このため国家間や遠距離の大都市間輸送に、主に大型機が用いられるが、一方でその速度から小都市間や離島に就航する路線も多く、この場合小型機が多く用いられる。小都市間では小型のリージョナルジェットが、離島などではさらに小型のプロペラ機などが利用され、土地が狭小で空港が建設できない一部離島では、ヘリコプターによる旅客定期路線も設けられている。貨物輸送の場合、飛行機は運航コストが高いため、高価かつ迅速な輸送が求められる貨物に使用されることが多い。

### 一般航空
定期路線輸送以外の民間航空は、一般航空（ゼネラル・アビエーション）と総称される。非常に人口稀薄で広大な土地の広がるオーストラリア大陸の一部などでは、個人で小型飛行機を所有して自家用車のように利用することも多い。また海外の大企業や富裕層はその機動性から、個人の移動用などでビジネスジェットを所有していることが多く、その利用は急増している。
移動や輸送以外に、遊覧飛行に航空機を用いることも多い。こうした観光用のフライトには、小型機やヘリコプターが主に用いられる。飛行船による遊覧飛行も行われている国があるが、日本では2007年に日本飛行船によって飛行船遊覧飛行が開始されたものの、2010年に同社が倒産して運航を停止した。
農薬や肥料、種子などを農地に効率的に散布する農業機も世界各国で使用される。小型飛行機を使用するところが多いが、日本においてはヤマハ発動機が1987年に世界初の産業用無人ヘリコプターを開発し、日本の水田の約4割で使用されるなど広く普及している。広告用には飛行船が用いられることがあり、第二次世界大戦後には長らく飛行船の主要な用途となっていた。日本でも1968年に日本初の広告用飛行船としてキドカラー号が就航して以降、レインボー号などさまざまな広告用飛行船がかつては就航していた。
航空機を利用するスポーツはスカイスポーツと総称され、曲技飛行やエアレース、熱気球競技、グライダーによる滑空競技、スカイダイビングなどさまざまなスポーツが含まれる。グライダー競技はスカイスポーツの中では古くから存在し、1930年代にはさまざまな飛行法が開発されてさらに発展した。主にヨーロッパで盛んに行われる競技で、2年に1度世界選手権が開催されている。熱気球競技では、1973年より熱気球世界選手権が隔年で開催されるようになり、また日本でも国内レースが開催されている。曲芸飛行は各地の航空ショーなどでアトラクションとして開催されることが多いが、軍が自らの技量を示し広報に活用するために曲技飛行隊を所持することも多く、日本の航空自衛隊もブルーインパルスというアクロバット・チームを保有している。エアレースは1909年にフランスではじめて開催され、以後世界各地で行われている。こうしたスカイスポーツは1905年に設立された国際航空連盟が統括しており、本部はスイスのローザンヌに置かれている。

### 軍事
飛行機は主力兵器の一つであり、主要な三軍種の一つである空軍の中核をなしている。なお軍用機を保有しているのは空軍だけではなく、海軍や陸軍もそれぞれ所持している。軍用機は、戦闘機や爆撃機などの戦闘用の飛行機と、輸送機などの直接戦闘に用いない飛行機が存在する。

### 他
気象観測にも航空機は利用されており、民間航空機から当該地域の気象データを受け取り観測に役立てているほか、高層大気の観測のために観測装置を取り付けた気球であるラジオゾンデが各地で飛ばされている。

## 工学
航空機に関する工学を航空工学と言う。近年では、何かと重なる領域の多い宇宙工学と並び、航空宇宙工学の一部門と見なされている。

## 航空機産業
航空機産業には多くの企業が存在しているものの、寡占化がかなり進んでいる。

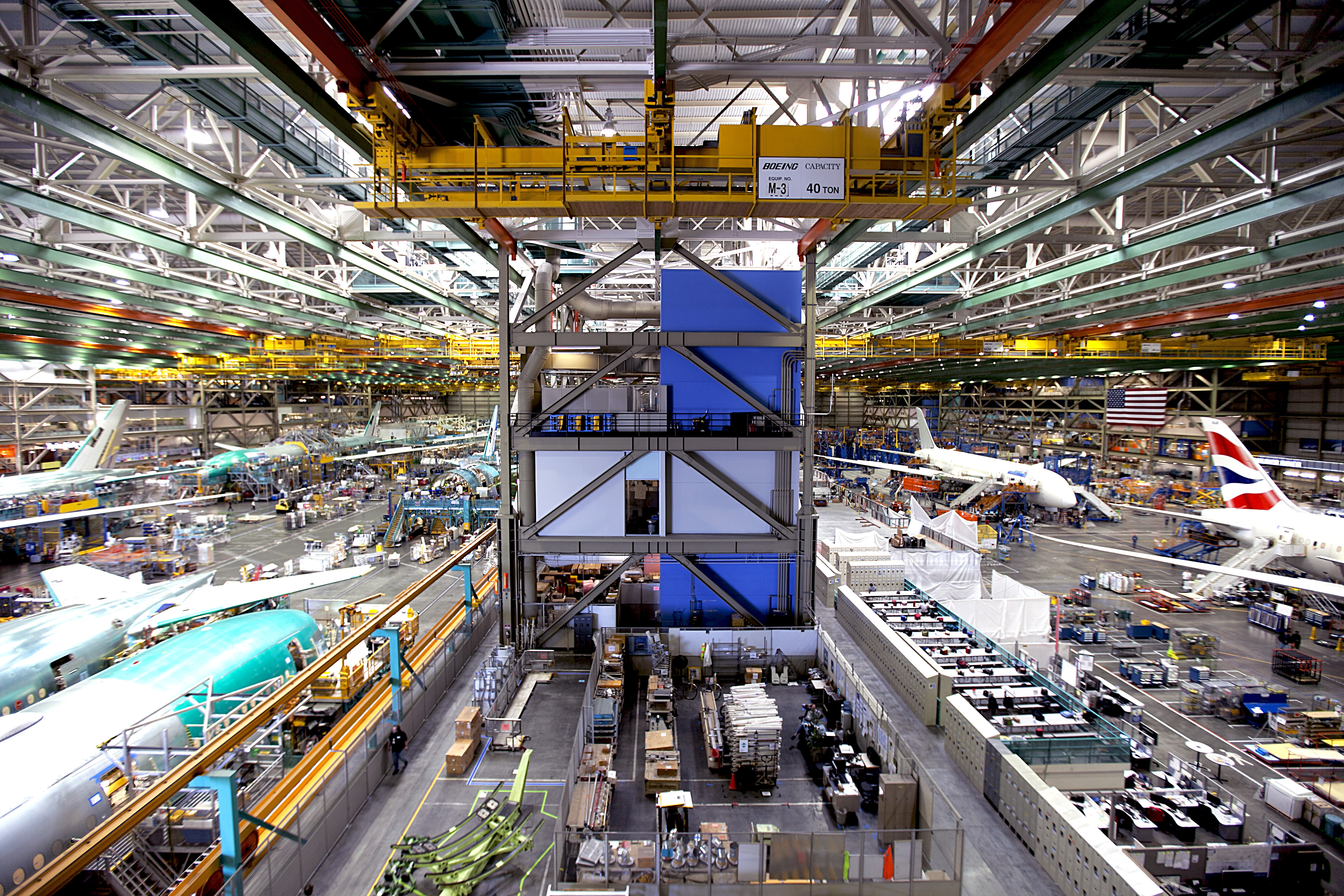
ボーイング社の工場

特に大型の旅客飛行機製造はアメリカのボーイングとヨーロッパのエアバスの2大企業にほぼ集約されている。ただし飛行機の場合、各部分は世界各地で分散して生産されている。
小型の旅客飛行機製造についてはこの両社はほとんど進出しておらず、リージョナル・ジェットはブラジルのエンブラエルとカナダのボンバルディア・エアロスペースが2大企業として長年しのぎを削っている。さらに小型の飛行機に関しては、エンブラエル・ボンバルディアの両社の他、セスナやガルフストリーム・エアロスペースなどいくつかの会社が製造を行っている。
なお航空機にとって重要な機材であるエンジン（航空機エンジン）は、自動車産業とは異なり機体メーカー自身が製造する事は稀であり、そのメーカーは基本的に別メーカーとして存在し、こちらも世界規模で集約化が進んでいる。その市場占有率は、2021年のデータでプラット・アンド・ホイットニーがおよそ30%、GEが23.5%、サフラン社が12%、ハネウェル・インターナショナルが約10%という状況である。
航空機は認定を受けた部品のみを使用し基本的に受注生産であるため、小型機であっても引き渡しまでに時間がかかり高価である。このためメーカーが自社機を再整備した認定中古機を販売したり、中古機を専門とする業者が多数存在するなど中古市場が発達しており、事故機であっても機械的な寿命が残っている部品がある限り資産価値がある。ボーイングとエアバスの大手2社はそれぞれリユースを促進する組織を設立している（AFRA、PAMELA）。また部品単位での売買も盛んで、生産が終了した機体の補修部品やアップグレードパーツを開発・販売する業者も多い。
大型旅客機の売買は航空会社の財務に大きく影響するが、大型機は非常に高価で引き渡しまでに数年を要し需要に合わせた調整が難しいことから、メーカーと航空会社の間に入る航空機リース専門の会社が多数存在するなど金融機関との関係も大きい。契約には確約の他にも「追加購入を一時的に契約し財務や需要に合わせて確定」する方法や、「航空会社間で購入権を売買する」など独特のスタイルがある。完成に時間がかかることから、注文後に航空会社の経営が悪化し代金を支払えずメーカー側に留め置かれた機体が新古機として売却される例もある。航空機は機械的な寿命と法定耐用年数の差が大きく部品単位でも販売できるため、航空業界とは無関係の会社が節税のために航空機のリース業を営んでいるなど節税としての取引も多く大きな市場が形成されている。小型機やビジネスジェットはフラクショナル・オーナーシップにより個人向けの市場が活性化した。
周辺産業
なお、航空機は保守・保管にも多額の費用がかかり、資格を持った専門家が多数必要であるため、航空機を製造するメーカーと各部品を製造する多数の企業以外にも、整備や保管など運用の専門会社、パイロットや整備士を派遣する人材派遣会社、航空会社やリース会社に情報を提供する専門メディアなども含めて（つまり機体以外を扱う周辺業界も含めて）「航空産業」が形成されている。

## 事故と安全策
航空機の運航による事故を航空事故という。
航空事故 関連項目
- 飛行性 - 飛行試験における指標の1つ。
- 国家運輸安全委員会（National Transportation Safety Board。略称 NTSB。アメリカの組織） / 欧州運輸安全評議会（en:European Transport Safety Council。略称 ETSC。欧州の組織）  / 運輸安全委員会（日本の組織。2008年10月に航空・鉄道事故調査委員会から改組）
- 非常事態時の航空機からの脱出方法（英語版）
  - 翼上非常口（英語版）
  - 緊急脱出スライド
  - ロープ - ジャンボジェット機などの操縦席には、ハイジャックや火災などで脱出する際に、窓からescape ropeを垂らして脱出できるようになっている[57]。アエロフロート1492便炎上事故のスホーイ・スーパージェット 100-95B、チャイナエアライン120便炎上事故のボーイング737-800などで使用されている。
  - 安全帯（inertial reel、慣性リール） - ボーイング747、エアバス A350、ボーイング 787などでは、座席上面の脱出口から機外に脱出して、高所作業者が命綱として使う慣性リールを掴んで、一定速度以上にならないよう落下する脱出方法を用いる[57][58]。パンアメリカン航空73便ハイジャック事件で使用された[58]。
  - 射出座席
  - モジュール式脱出装置

## 航空用語と船舶用語の関係
航空関係の法律、用語、習慣などには、船舶が由来となっているものも多い。例えば、下記のような例が挙げられる。
- 旅客機では客船になぞらえ機体を「シップ（ship）」[59]、厨房を『ギャレー』と呼ぶ。
- 英語では指揮者を「キャプテン（captain）」と呼ぶ。（日本語では航空機は機長、船舶は船長）
- 乗務員は「クルー（crew）」になぞらえ「エアクルー（air crew）と呼ぶ。また客室乗務員をスチュワード（スチュワーデス）と呼ぶのは客船の司厨員に由来する。
- 機体左側を「ポートサイド(port side)」、機体右側を「スターボードサイド(starboard side)」と呼ぶ。
- 空中では海上と同じく右側通行。スターボード艇優先の原則を元にしたルールがあり、左舷に赤色、右舷に緑色の灯火を掲げる。
- 発着場所を 「 空"港"（air"port"）」と呼ぶ。法的に定めは無く両側にドアがあっても基本的には船舶と同じくポートサイドから乗り降りする。キャノピーを開いて乗り込む機種はヒンジを右側に付ける設計が主流である。
- 用船契約と類似した航空機リースが行われる。

航空機と船舶を両方製造しているメーカーは川崎重工業（1918年から）、サード（2015年に参入開始）、ツネイシホールディングス（2015年に航空機メーカーを買収）などごく少数である。
陸上の滑走路に離着陸できる水陸両用機は基本的に航空機として扱われる。

## ギャラリー

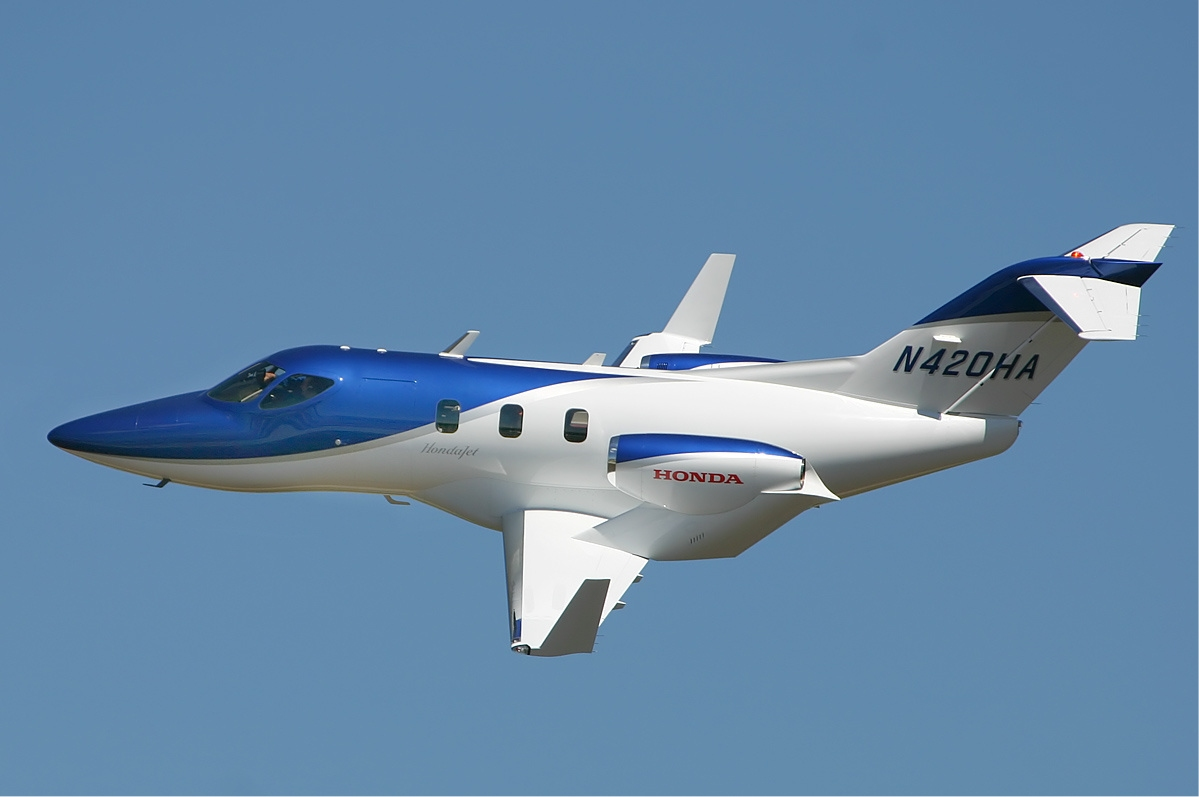
HondaJet。ホンダが製造するビジネスジェット。主翼上面エンジン配置が「航空機の新しい形態を切り拓いた」として設計・開発責任者である藤野道格が「AIAA 航空機設計賞」の受賞 (2012年)を含めて3つの賞を受賞し、さらに他にも受賞多数。
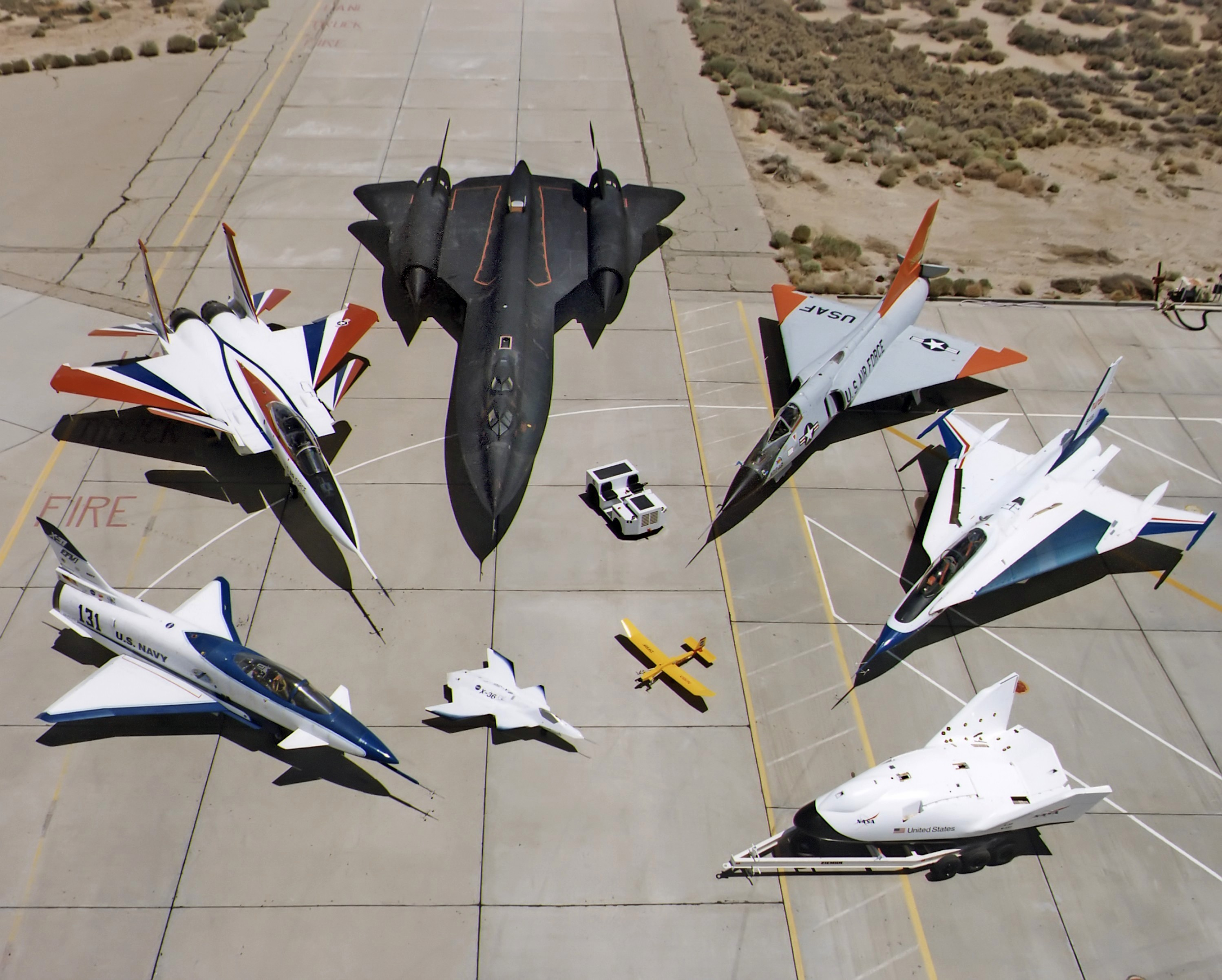
アメリカ航空宇宙局の試作機